# Matilda (film fra 2017)
 For alternative betydninger, se Matilda (flertydig). (Se også artikler, som begynder med Matilda)
Matilda (russisk: Матильда) er en russisk spillefilm fra 2017 af Aleksej Utjitel.

## Medvirkende
- Michalina Olszańska som Mathilde Kschessinska
- Lars Eidinger som Nikolaj II
- Danila Kozlovskij som Vorontsov
- Grigorij Dobrygin som Andrej Vladimirovitj
- Ingeborga Dapkūnaitė som Marija Fedorovna